# Genadeslag
De term genadeslag, genadeklap, genadestoot of coup de grâce (Frans: [ku də ɡʁas]) wordt gebruikt voor het doden van een levend wezen, om het uit zijn lijden te verlossen als er weinig tot geen hoop is op genezing. Het wordt ook wel figuurlijk gebruikt om de laatste van een serie gebeurtenissen te beschrijven die het eind van het bestaan van iets veroorzaakt; bijvoorbeeld: "De zaak zat al jaren op de rand van faillissement; de plotselinge prijsstijging van de olie was de genadeslag."
De term is afkomstig van het radbraken, een in de middeleeuwen en ook in de 17e eeuw nog vaak toegepaste straf in Nederland voor ernstige misdrijven. Het woord genade (letterlijk: 'geschenk') refereert aan het christelijke idee van 'verlossing uit het lijden' of 'geschenk van God'. De genadeklap was bij het radbraken de laatste klap, waarmee de gestrafte uit zijn lijden werd verlost.

## Voorbeelden
In oorlogstijd betekent een coup de grâce het vuren in de hartstreek van een al neergeschoten, maar nog niet overleden persoon tijdens een militaire of civiele executie. De term kan tevens refereren aan de uiteindelijke vernietiging van een zinkend schip; tijdens de Tweede Wereldoorlog werden schepen die zo beschadigd waren dat ze niet gerepareerd konden worden vaak vernield door de eigen bemanning of vijandelijke onderzeeërs. Voorbeelden hiervan zijn de USS Wasp, de USS Lexington en de USS Yorktown.
In een klassiek duel tot de dood erop volgt wordt de genadeslag uitgedeeld als een persoon gewond is geraakt, en het niet aannemelijk is dat hij nog herstelt.